# 血まみれスケバン・チェーンソー
『血まみれスケバン・チェーンソー』（ちまみれスケバン・チェーンソー）は、三家本礼による日本の漫画作品。

## 概要
- 『コミックビーム』（エンターブレイン → KADOKAWA）にて、2009年11月号から2017年4月号まで連載された。単行本は全13巻。
- 続編の『血まみれスケバンチェーンソーreflesh』が、同誌にて2018年10月号から2019年12月号まで連載された。
- 2016年に実写映画化[1]。

## あらすじ

### 本編
雪の山道、うぐいす中学校3年A組に在籍するスケバン・鋸村ギーコは孤軍奮闘、襲い来るゾンビをチェーンソーで倒していた。倒したゾンビはかつてのクラスメイトたちの成れの果てである。
ことの始まりは夏休みが終わった始業式の日、クラスメイトの蒼井ネロは、自由研究と称して捕まえた猫を改造手術し「死んでいるのに動く猫」としてクラスで見せびらかすという暴挙に出る。その猫は、クラスの人気者の女生徒・ゴッちんの行方不明になっていた愛猫だった。当然ゴッちんをはじめとするクラスメイトたちの激しい怒りと非難を浴び、自業自得かつ報復的ないじめを受け続けることになるが、それを恨んだネロは異常な報復計画へと突き進む。ゴッちんを家族ごと爆殺したあと、クラスメイトたちを拉致しては改造手術と洗脳を施し、自分の手下のソンビとしてしまう。クラスのほぼ全員が改造と洗脳処置をされ、最後の1人であるスケバンのギーコにも手下ゾンビたちの魔の手が伸びたが、ギーコは私物のチェーンソーを武器にこれを撃退する。事態を知ったギーコは、ネロに落とし前をつけさせるべくそのアジトに向かう。しかし、行く手には凶悪に改造されたかつてのクラスメイトたちが次々と立ちふさがるのだった。

## 登場人物

### 主人公
鋸村 ギーコ（のこむら ギーコ）
本作の主人公。身長165センチ、体重55キロ。
無頼の不良女子中学生。うぐいす中学3年A組。天涯孤独の身で荒地の掘っ立て小屋に住み、「解体業ノコムラ」の看板をかかげ、解体業で生計を立てている。喫煙と飲酒が趣味。下着はさらしと六尺ふんどしを着用しており、裸足で下駄を履いている。本編の6年前の小学生時、20人以上の女児に性的虐待を加えた強姦魔を虐殺した過去を持つ。
本来は争いは好まない穏健派だが、上述の経歴もあって、降りかかる火の粉を払うのに躊躇はせず、目の前の敵は徹底的に叩き潰す。ネロが調べた情報によれば、カツアゲしてきた上級生の指を万力でへし折ったことがあり、要注意人物とされている。
改造されたチェーンソーと独自の格闘術を使う。愛用のチェーンソーは作中何度か改修を受け、そのたびに強力になり、様々な仕掛けが施されていく。
ネロとの決着後は隣の3年B組に編入となる。後にネロが生きていたことを知り、再び戦いに挑む。

### ギーコの協力者および近親者
仙崎 麻子 (せんざき あさこ)
うぐいす中学機械工作部部長。ギーコに依頼されてチェーンソーをカスタムアップした。その後もギーコに協力するため、ネロのアジトに駆けつける。
後述のキンバリー用戦闘スーツや自動車の遠隔操縦アプリといった物から、対ゾンビ用タンパク質分解スライムなど、その発明品は幅広い。それらを利用した策略を得意とする。後輩の水島を心から信頼している。中学生だが当たり前のように車を所有し、しかも各種武装を施して改造している。
水島 よしえ (みずしま よしえ)
機械工作部部員。仙崎の後輩であり、常に彼女と行動している。冷静で判断力があり、仙崎と共に拉致された際にはネロの性格や発明品の精度に付け込む芝居を打つことで窮地を乗り切った。仙崎に同性愛的な感情を密かに抱いている模様。中学生だが当たり前のように車の運転をしている。
爆谷 さゆり（ばくたに さゆり）
元うぐいす中学3年生でネロに作られた改造死体。人間の時は優等生であったがある日塾帰りの途中で男数人組に輪姦され、この事件の影響で学業成績が下がったことからやがて両親からも責められるようになる。髪型はストレートロングで、長い前髪で目が隠れているのが特徴。ネロに改造されてからは"全身爆弾"と呼ばれ、各手指は弾丸として射出可能（指マシンガン）、肘から先はロケットパンチ（アームバズーカ）、逆立ち＆180度開脚の姿勢から回転しつつ踵からマシンガンのように銃弾を乱射し（秘技『双頭のサラマンダー』）、さらに陰部からミサイルを発射する（花園ミサイル）。他にも索敵用の生体反応レーダー、自爆装置も搭載されている。GGZCメンバーとしてギーコの前に登場し、得意の火力で圧倒する。しかし、隙を突かれて自由を奪われ、陰部を陵辱された上に言葉責めにされて心身共に屈服させられる。当初はギーコを不良と見下していたが、肌を重ねたときの感触が忘れられず次第に惹かれていくことになった。最終的にネロに見限られて自爆させられ、ギーコらを巻き添えにしないよう屋上から飛び降りながら爆死した。その後、仙崎に回収、修理されて復活、以降はギーコに心を寄せ、彼女のことを案じながら共に戦うようになる。主要キャラすべてが女性である本作において実質的なヒロイン。
金張 財子（きんばり ざいこ） / キンバリー
金持ちの女子中学生。3年B組。ネロ編は旅行中であったため、騒動とは関わらなかった。「キンバリー」という渾名で呼ばれ「ひとり校内貴族」という別名も持つ。財力を嵩に、より強い優越感を味わいたいがため、金持ち校ではなく普通の公立校に通っている。悪意はないが言葉の端々に金持ちであることをひけらかすような台詞が出て周囲をいらだたせがち。しかし金持ちの「お嬢様」として、使用人などに対する心構えは案外しっかりしており、部下を使い捨てにするネロを痛烈に批判したことも。
最初にネロが死んだ後、改造ゾンビの残党である元友人4名（鉈叉、麻朱、里眼、喰院）に狙われ、ギーコに助けを求める。我が身可愛さが動機とはいえ経済力でギーコたちに貢献している。後に仙崎製のパワースーツを着させられて戦うが、このスーツは基本的に外部からのコントロールで動くため、本人は強がる以外に何もしない。
ナグルシファー / 琉志奈 (るしな)
ケンカに強い不良女子中学生であり、そのケンカ屋ぶりからたびたび留置所の世話になっている。「ナグルシファー」はケンカぶりを見た者から呼ばれている渾名。実家が小さい学習塾を営んでおり、生徒の子たちの帰り道の安全を保つため、改造死体の残党を狩っている。ギーコや仙崎、キンバリーと異なり武器は持たずほとんど素手のみで戦うが、その戦闘能力は作中屈指のもの。 小学生時にギーコが強姦魔を惨殺した場で出会っており、以降悪友のような付き合いがあったが、ギーコがネロと最初に戦った際は留置場に入れられていて共闘できなかった。
ドリエ
ネロにつくられた改造死体。小柄で両手が不便なドリルに改造されている。ネロは手下を大量に作るにあたって彼女のような少数の「みそっかすタイプ」を含ませ、攻撃性の強い手下たちへのガス抜き対策としていた。仲間にいじめられていたところをギーコ、ナグルシファーの二人に救われ、"地下血路"（チカチーロ）に潜むネロの元に案内する。ネロを裏切れない気持ちを抱えたままギーコ一行についていくが、やがて彼女を思いやり仲間として扱うギーコたちに協力するようになる。ニ度目にネロが死んだ後、仙崎部長により両手を通常の手に改造してもらうことができた。

### ネロの一派
碧井 ネロ（あおい ネロ）
狂気の女子中学生。つり上がったギョロ目にくせ毛、左目の斜視が外見上の特徴。異様な生化学技術を持ち、クラスメイトたちを改造ゾンビにしていった。自分の意思や感覚に合わないものを許さない自己中心的で残忍な性格。
一部の発明品に見られる精度の低さや部下の造反などもあり、一度はギーコに敗れ去り死亡したと思われていたが、実は生きていた。再びギーコたちへの復讐を行う。

#### ネロの部下
井上 けんじ（いのうえ けんじ）
3年A組で出席番号1番。八百屋の息子。元々スケベであり、改造死体となる前にもエロアニメのDVDを学校に持って行って没収されたことがある。改造死体となった後は理性を失い性欲に支配された状態で檻の中でもがき苦しんでいる。ネロの命を受け、生け捕りにすれば抜き専門の改造女をもらう条件でギーコを襲撃する。触手を使ってギーコを捕縛するも、野次馬の幼稚園児に気を取られた隙に斬殺された。
チコ
学校では「遅刻魔チコ」と呼ばれており、遅刻により叱られることを苦痛に思っていた。ネロの改造手術を受け、鉄の足4本が腰に組み込まれている。
田村（たむら）
元々はいじめられっ子であり顔面に根性焼きを受ける経験もあったが、ネロに志願して顔面を改造してもらった。顔面から飛ばす強酸液がまともに人体にかかると肉が溶けて骨しか残らなくなる。
仁島 希（にしま のぞみ）
2年C組でテニス部所属。学園アイドルの女子中学生。文化祭では1年生の服飾部部員を無理やり駆り出して作らせた衣装が破けて乳房が露わになったことで恥をかいた過去を持っており、その際に囃し立てたユートに恨みを持っている。ネロのクラスメイトではなかったが、ユートのマドンナであったため、蜘蛛型の体に生首を据えた偵察用ゾンビに改造されてしまう。神田に顔を喰われてからは生首をベースとした巨大ロボットに改造された。

#### GGZC（ゴアゴア・ゾンビクラブ）
ネロに死体改造されゾンビになった元3年A組のクラスメイトたちを中心とする改造死体たちのグループ。脳改造もされているため、基本的にはネロに忠実。
神田（かんだ）
トラバサミのような口に改造された女子中学生。底意地が悪く口も悪い。
学校でギーコを襲うが返り討ちにあって首だけの姿にされてしまう。その後、不本意ながら、ネロのアジトへの案内役になる。爆谷の襲撃でネロから完全に切り捨てられたことを知り、ギーコといがみ合いながらも協力。最後は仁島を倒すために特攻し、「信頼されるってのは悪くないな」と言い残し、穏やかな笑顔で死んでいった。
ゾンビ忍者部隊
怨憎（はんぞう）、駄喰南無（ダグナム）、朧（おぼろ）、邪道丸、外道丸。
元々は忍者研究部のメンバーであった6人組だが、部活動の様子が滑稽であるため、ギーコからは影で笑われていた。そのため、ギーコに恨みを持っている。リーダーである怨憎（はんぞう）はギーコに伝令する途中で一方的に殺害されるも、残りの5人は飛び道具やチームワークを駆使してギーコを苦しめた。しかし怨憎がやられたことで本来の力を発揮できないようであり、次第に及び腰になっていった。その結果、半ば仙崎に改造されたチェーンソーの実験台になる形でギーコに敗れる。
余談だが、彼らとの戦闘が描かれる第8話にはカムイ外伝をオマージュしたシーンが冒頭に出てくる。

#### 改造ゾンビの残党
第18話でネロが一度死亡して彼女の支配から脱し、独自に活動するようになった改造死体。
鉈叉（ナターシャ）
モヒカンとセーラー服という出で立ちが特徴であり、鉈を用いて戦闘をする。球体関節を利用して変則的な軌道を描く太刀筋が持ち味。仲間内では4人いる改造ゾンビの残党の中でも短気で能力に欠けると評され、キンバリーとの戦闘では挑発行為に弱い一面を見せてしまった。
麻朱（マッシュ）
モダンな衣装に身を包んだ出で立ちをしており、胞子を巻いて相手を菌床にして殺す戦法を用いる。ギーコたちと和解を試みるも結局策を弄していると見抜かれ、ナグルシファーに退けられる。最終的には火に巻かれ、焼け焦げた匂いから喰院から餌と判断されて捕食される。
里眼（リーガン）
セーラー服を着用した長髪の女子。両目は摘出されており、眼窩が丸出しになっている。里眼曰く麻朱と里眼はネロの実験的作品であり、特に里眼の場合は作り込みすぎてネロ自身にとって危険と判断されたため、処分されるまえにネロの元を去ったという。普段は目を包帯で隠しているが戦闘時には包帯を取り、目があった相手を固まらせる催眠能力を発揮する。だが会話の内容からに催眠能力に時間制限があることを推測され、慌てふためいている内に乱入してきたガーディアンズに首を刎ねられる。その生首はナグルシファーの戦利品として利用された。
喰院（クイーン）
異常に長い手足をしており、歪な方向に関節を曲げながら蛙のように四つん這いで歩行する。視覚と知能が存在せず、本能的な食欲だけが行動原理である。そのため、里眼からは番犬そのものとして利用されていた。嗅覚のみを頼りに動き、肉の焼けた匂いがすれば味方であろうと捕食する。一方で、本能任せに生きているだけに敵わない相手には怖気づく一面があり、ギーコにはまるで立ち向かうことができなかった。最終的には立ち尽くしていたところをガーディアンズに撲殺される。

#### ガーディアンズ
かつてはふつうの中学生ボランティアグループであり、町のゴミ拾いや独居老人の家の訪問などをしていた。ある日、訪問先の老人がガス自殺する際の爆発に巻き込まれ命を落としたが、ネロに見込まれて改造死体として蘇る。以降、はネロをリーダーとし、理想とする正義と友愛を実現するため、暴力をもって暴力を排除する中学生騎士団となる。支持者を通じて「ガーディアンズ」のシールを町に出回らせたが、これを貼られた者にはガーディアンズのメンバーが粛正に現れる。全員がセーラー服や学生服をフィーチャーした全身鎧を身にまとい武器を手にしているが、これらはギーコのチェーンソーへの対策としてネロが硬度の高い金属でつくりあげたもの。
ネメシス
素顔はショートカットの女性。全身鎧に巨大な斧を武器に戦う。正義やルールを守ることに強いこだわりを持つところをネロに見込まれている。だが、融通が効かないところがあり、ルールを破る行動に対してはネロにすら意見することがあり、煙たがられている。ギーコと勝負しに行ったが片腕を失ってネロのアジトへ帰還、腕を修復されてキンバリーを誘拐した。復活した爆谷と対決し、爆谷の強力な重火器攻撃を手から小型爆弾を放つことで無効化し、爆谷の決死の攻撃により右腕をうしないつつも勝利する。そこに現れたギーコに挑むが、仙崎によって仲間の鎧をつかって再度改造されたチェーンソーには斧と鎧を切り裂かれて敗れる。最後はギーコにキンバリーを捕らえている牢獄のカギを渡した。
デスパンク
女性。全身鎧に長く鋭い爪を武器に戦う。下記2人とともに3人がかりでナグルシファーを襲うが、彼女が隠し持っていた里眼の生首に眼術をかけられ、3人揃って行動不能になる。ナグルシファーに半殺しにされ、「リーダー」の居所を吐かされたうえ、瀕死のまま人質要員として仙崎の車のトランクに詰め込まれ、ネロのアジトまで連れて行かれる。
レクイエム・フォー・フールズ
全身鎧にフレイルを武器に戦う。ナグルシファーに殺される。
名前不称
全身鎧に斧を武器に戦う。「今から殺されるブタに自己紹介などナンセンスだと思わんか？」と名乗りを拒否するが、ナグルシファーに殺される。

### その他
ゴッちん
3年A組における人気者の女子中学生。飼い猫のミケをネロに殺された恨みから、クラスぐるみでネロに対して制服を隠すなどの報復を行った。新しい飼い猫を迎え入れるかどうか両親と話し合っていた際にネロの襲撃を受け、爆殺される。

### 男性キャラ
本作は男性の登場数自体が少ないが、基本的に役に立たないまたは下劣なキャラクターとして描かれる。
水亀 ユート（みずがめ ユート）
ネロの幼馴染の小柄な男子中学生。ネロのお気に入りゆえに拉致されただけで、改造はされていない。本人はネロを嫌っているものの、抵抗できずペットのように扱われている。最初は純粋な被害者のように見えたが、徐々に自己中心的で身勝手な性格を曝け出し始め、ギーコにもあきれられていた。また、ネロに対しても従順でなくなっていたため、いずれ改造するつもりであると明かされた。ネロ編終了後は療養のために入院。
鬼塚
うぐいす中学校の生活指導教員。服装検査では男子生徒の耳からピアスを引きちぎるなど横暴なほどの厳しさを見せるが、ネロに改造された生徒たちはさすがに気味が悪くて素通りを許してしまう。
神霊院直人（じんれいいん なおと）
ネロのアジトへ向かうギーコらが動画サイトに投稿した宣戦布告を見て共感し、アジトの手前で颯爽と現れ、ギーコに共闘を申し出た若い男。剣術に自信があり、フェンシングの世界大会に出るほどの腕前という。ギーコを美しいと讃え、力になりたいと言うその勇姿にギーコも心を奪われかけたが、自らの二つ名を口にしようとしたところで一瞬にしてクリアー・デスファイルに惨殺された。光学迷彩で姿を消すクリアー・デスファイルの居所を掴むため、ギーコは彼の死体を切り裂いて血の雨を降らせた。

## 書誌情報
- 三家本礼『血まみれスケバンチェーンソー』[3]エンターブレイン → KADOKAWA〈ビームコミックス〉、全13巻
  1. 2010年3月25日発売[4] ISBN 978-4-04-726415-1
  2. 2010年11月25日発売[5] ISBN 978-4-04-726898-2
  3. 2011年7月25日発売[6] ISBN 978-4-04-727406-8
  4. 2012年04月25日発売[7] ISBN 978-4-04-728015-1
  5. 2012年12月24日発売[8] ISBN 978-4-04-728573-6
  6. 2013年5月30日発売[9] ISBN 978-4-04-728911-6
  7. 2013年12月24日発売[10] ISBN 978-4-04-729338-0
  8. 2014年6月25日発売[11] ISBN 978-4-04-729708-1
  9. 2015年2月25日発売[12] ISBN 978-4-04-730238-9
  10. 2015年9月26日発売[13] ISBN 978-4-04-730729-2
  11. 2016年2月25日発売[14] ISBN 978-4-04-730887-9
  12. 2016年9月26日発売[15] ISBN 978-4-04-727295-8
  13. 2017年3月25日発売[16] ISBN 978-4-04-734538-6

長崎県では、長崎県少年保護育成条例により有害図書として、2011年（第1 - 3巻）および2012年（第4巻）にそれぞれ指定を受けている。
- 三家本礼『血まみれスケバンチェーンソーreflesh』KADOKAWA〈ビームコミックス〉、全2巻
  1. 2019年2月12日発売[19] ISBN 978-4-04-735530-9
  2. 2019年12月12日発売[20] ISBN 978-4-04-735857-7

## 映画
両作品とも、原作にあったブラック・コメディの要素はほぼ排除されている。

### 2016年版
『血まみれスケバンチェーンソー』（ちまみれスケバンチェーンソー）のタイトルで、2016年2月20日に「未体験ゾーンの映画たち2016」にて公開後、同年3月5日より順次公開。監督は山口ヒロキ、脚本は福原充則、主演は内田理央。

#### キャスト（2016年版）
- 鋸村 ギーコ - 内田理央[22]
- 爆谷 さゆり - 佐藤聖羅[23]
- 碧井 ネロ - 山地まり[24]
- 怨憎 - 玉城裕規
- 仙崎 - 奥田佳弥子
- 朧 - 西村禮
- 神田 - 阿部恍沙穂
- 中村誠治郎

#### スタッフ（2016年版）
- 監督・編集 - 山口ヒロキ
- アクション監督 - 高東楓
- 脚本 - 福原充則
- 原作 - 三家本礼
- 製作 - 岡本東郎
- ゼネラルプロデューサー - 田村学
- プロデューサー - 行実良
- 撮影 - 曽根剛
- 美術監督 - 宮下忠也
- 音楽 - 倉堀正彦
- 録音 - 茂木祐介
- 音響効果 - 北澤亨
- 照明 - 加藤大輝
- 衣裳 - 伊藤摩美
- ヘアメイク - 松田蓉子
- アソシエイト・プロデューサー - 柴原祐一
- ライン・プロデューサー - 和田紳助
- 助監督 - 石川浩之
- VFX - 西田アダム
- 特殊メイク - 下畑和秀
- 特殊造形 - 梅沢壮一、奥山友太
- アクションコーディネーター - 遊木康剛
- 制作プロダクション - ダブ
- 企画・製作・宣伝 - バップ
- 特別協力 - クリアストーン
- 配給 - VAP

### 2019年版
『血まみれスケバンチェーンソーRED』（ちまみれスケバンチェーンソーレッド）のタイトルで、映画第1作のリブート作として制作される。前編「ネロの復讐」、後編「ギーコの覚醒」ともに2019年2月22日公開。4DX上映も行われる。
監督は第1作と同じく山口ヒロキ、脚本は福原充則がそれぞれ手がけ、主演は浅川梨奈が新たに務める。浅川は役作りにおいて原作を読んでいるものの、ものまねにならないようあえて第1作は予告編しか見ていない。また、浅川は本作でのふんどし姿を評価され、『ベストフンドシストアワード2018』でベストフンドシストを受賞している。

#### キャスト（2019年版）
- 鋸村 ギーコ - 浅川梨奈
- 碧井 ネロ - あの
- ネメシス - 護あさな
- 仙崎 - 日高七海
- ドリエ - 替地桃子
- ナグルシファー - 佐野いずみ
- メロン - 蒼波純
- ナレーション - 内田理央

#### スタッフ（2019年版）
- 監督・編集 - 山口ヒロキ
- エグゼクティブプロデューサー：岡本東郎
- プロデューサー：行実良・柴原祐一
- アソシエイトプロデューサー：三宅亜実
- 原作 - 三家本礼
- 脚本 - 福原充則
- 音楽：倉堀正彦
- 撮影：曽根剛
- 照明：本間光平・加藤大輝
- 美術：宮下忠也・門馬雄太郎
- 特殊造型：奥山友太
- 殊造型協力：梅沢壮一
- 特殊メイク：下畑和秀
- VFX：西田アダム
- アクション監修 - 高東楓
- アクションコーディネーター：遊木康剛
- 衣裳：加藤佑里恵
- ヘアメイク：松田蓉子
- 音響効果：北澤亨
- 整音：渡辺丈彦
- 助監督：小山亮太
- ラインプロデューサー：和田紳助
- 衣装製作：熊谷美幸・前野里佳
- スタジオ技術：東凌太郎・加藤詩織
- DCP：Cinema Sound Works
- スチール：小林雄一郎
- 制作担当：谷川詩織
- 制作進行：中村有希
- 制作デスク：中田麻美
- イラストレーション：三家本礼
- ビジュアルデザイン：GRAFIGHTER LLC.（柘雄介・本多伸二）
- アートディレクション：高村創
- 主題歌：「包丁・ハサミ・カッター・ナイフ・ドス・キリ」マキシマム ザ ホルモン（VAP）
- 衣装協力：藤衣裳 / BKTokyo株式会社 / 原宿シカゴ / Be★With / STARFIRE EROX
- 美粧：RICE FORCE / ATELIER RAISIN / SUGARCRANZ〜vivid / Marianne
- アクション協力：project遊、アダチアクションアカデミー、スペース金魚、株式会社芸塾
- 企画協力：コミックビーム編集部（KADOKAWA）
- 制作プロダクション：ダブ
- 配給：プレシディオ
- 企画・製作 - VAP